# Неджатие
Неджатие или Мандраджа (на турски: Necatiye) е село в Източна Тракия, Турция, вилает Одрин. Околия Хавса.

## География
Селото се намира на 8 км югоизточно от Хавса.

## История
В XIX век Мандраджа е татарско село в Хавсенската кааза в Одринския вилает на Османската империя. Според „Етнография на вилаетите Адрианопол, Монастир и Салоника“, издадена в Константинопол в 1878 година и отразяваща статистиката на населението от 1873 година, Мандраджа (Mandradja) има 40 домакинства и 130 жители татари.